# Tchórzew
Tchórzew [pronunciación en polaco: /ˈtxuʐɛf/] es un pueblo ubicado en el distrito administrativo de Gmina Borki, dentro del Condado de Radzyń Podlaski, Voivodato de Lublin, en Polonia oriental. Se encuentra aproximadamente a 5 kilómetros al sureste de Borki, a 13 kilómetros al suroeste de Radzyń Podlaski, y a 49 kilómetros al norte de la capital regional Lublin.